# Ricoh
Ricoh Company, Ltd. (株式会社リコー Kabushiki-gaisha Rikō?) (TYO: 7752) o Ricoh es una compañía japonesa creada el 6 de febrero de 1936 por Kiyoshi Ichimura con el nombre de Riken Kankoshi, Co., Ltd. Su central es el Ricoh Building en Chūō, Tokio.
Ricoh es líder en servicios digitales, utilizando tecnologías innovadoras que facilitan el trabajo inteligente a las personas. Durante más de 80 años, Ricoh ha impulsado la innovación y actualmente ayuda a las empresas a adaptarse con éxito a las nuevas formas de trabajar, ofreciendo soluciones digitales en cuatro áreas clave: Digital Workplace, para mejorar la experiencia del usuario en el trabajo presencial y remoto; Digital Business Solutions, para mejorar la experiencia del cliente gracias a soluciones inteligentes que mejoran la agilidad y la productividad empresarial; Hybrid Cloud, para modernizar la infraestructura IT y adaptarla a los nuevos desafíos, y Security, para garantizar la seguridad, integridad y protección de toda la información. 
Con oficinas centrales en Tokio, el grupo opera en más de 200 países. En el año fiscal finalizado en marzo de 2020, las ventas mundiales del Grupo Ricoh sumaron 2.008 billones de yenes (17.379 millones de euros). Ricoh España y Portugal inició su actividad hace más de tres décadas. Hoy, la compañía, con sedes centrales en Alcobendas (Madrid) y Sant Cugat del Vallés (Barcelona), cuenta con 17 delegaciones, 2.000 profesionales, más de 100 distribuidores y 50.000 clientes.
Ricoh inició su andadura siendo una empresa familiar dedicada a la fabricación de papel fotográfico, pero posteriormente pasó a la producción de productos electrónicos, cámaras fotográficas y posteriormente dispositivos de oficina como fotocopiadoras, impresoras, faxes, escáneres y soluciones de gestión documental.
En los años ochenta, Ricoh fue la primera empresa en introducir aparatos digitales multifunción en el mercado, que combinaban funciones de fotocopiado y fax o funciones de escaneado e impresión, reduciendo así la necesidad de disponer de varios aparatos de una sola función. De este modo se consiguió una disminución considerable de los costes y del consumo de energía.
Desde finales de los años noventa, Ricoh ha crecido hasta llegar a ser el mayor fabricante de fotocopiadoras del mundo. Su diversificación de negocio se expande por los servicios y soluciones digitales como la infraestructura IT, cloud o la ciberseguridad. En 2013 adquirió la empresa de aplicaciones Aventia; en 2014 creó un centro de competencias digitales de Asturias, que es un referente europeo en el desarrollo de soluciones digitales con tecnologías como Liferay o Alfresco; en 2017 compró al especialista en colaboración empresarial Techno Trends para reforzar su área de comunicaciones y videoconferencia, y en 2019 adquirió IPM, Totalstor y, a nivel europeo, MTI... unas adquisiciones que afianzan a Ricoh como líder en servicios digitales para el puesto de trabajo, utilizando tecnologías y servicios innovadores que facilitan el trabajo inteligente y digitalizado para las personas. Además, como integrador tecnológico, es Gold Partner de Microsoft y cuenta entre sus alianzas con grandes corporaciones como Cisco, IBM, DELL o VMWare.
En España, desde 2002 hasta 2009 patrocinó al equipo de baloncesto español Bàsquet Manresa bajo el nombre de Ricoh Manresa y desde el 2 de julio de 2013 firma un contrato para patrocinar al Girona FC. Es patrocinador oficial del Mutua Madrid Open de Tenis que anualmente se celebra en la capital, así como colaborador del Trofeo Condes de Godó de Barcelona y del Festival de Música electrónica Sónar en varias ediciones.

## Productos
Una lista parcial de los productos comercializados al público bajo la marca Ricoh incluye:
- Cámaras digitales, compactas, deportivas, reflex y esféricas Theta (ver el catálogo completo de productos en http://www.ricoh-imaging.es)
- GPS + cameras (All-in-one)
- Cámaras de cine
- Productos multifunción / Impresora multifunción
- Impresoras de alta producción (ver el catálogo completo en https://www.ricoh.es/productos/impresoras-de-produccion)
- Impresoras de gran formato
- Impresión textil DTG (directo a prenda, del inglés Direct To Garment)
- Soluciones de Software
  - Print&Share
  - GlobalScan
  - Docuware
- Proyectores
- Pantallas interactivas